# 2390 Нежарка
2390 Нежарка (2390 Nežárka) — астероїд головного поясу, відкритий 14 серпня 1980 року.
Тіссеранів параметр щодо Юпітера — 3,368.